# إيلين أبريل بويلان
إيلين أبريل بويلان (بالإنجليزية: Eileen April Boylan)‏ هي ممثلة أمريكية، ولدت في 10 مايو 1987 في أكتون (كاليفورنيا) في الولايات المتحدة.

## أعمال

### مسلسلات
- كيف قابلت أمكما

## وصلات خارجية
- إيلين أبريل بويلان على موقع IMDb (الإنجليزية)
- إيلين أبريل بويلان على موقع قاعدة بيانات الفيلم (الإنجليزية)